# تحالف العلماء من أجل معاهدة فعالة للبلاستيك
تحالف العلماء من أجل معاهدة فعالة بشأن البلاستيك هو شبكة من الخبراء العلميين والفنيين المستقلين الدوليين في مجال التلوث البلاستيكي. وتهدف هذه الجهود إلى توفير المعلومات العلمية للدول المشاركة في المفاوضات الرامية إلى التوصل إلى اتفاق عالمي لإنهاء التلوث البلاستيكي. تعد معاهدة التلوث البلاستيكي العالمية جزءًا من عمل برنامج الأمم المتحدة للبيئة (UNEP). وأصر التحالف على ضرورة إشراك العلماء والمعرفة العلمية في المفاوضات. أحد أهداف تحالف العلماء هو تقديم المشورة والملخصات لممثلي البلدان ذات الدخل المنخفض والمتوسط الذين قد لا يكون لديهم مستشارون علميون.

## أنشطة
لقد أنتج تحالف العلماء العديد من الملخصات والتقارير المتعلقة بالتلوث البلاستيكي. وشارك في مؤتمرات برنامج الأمم المتحدة للبيئة التي ركزت على معاهدة التلوث البلاستيكي العالمية. شارك 60 عضوًا من التحالف في اجتماع اللجنة الحكومية الدولية للتفاوض بشأن تلوث البلاستيك في كندا في عام 2024 وكانوا متاحين للإجابة على أسئلة الممثلين الذين أرادوا المزيد من المعرفة العلمية حول هذا الموضوع. كما قاموا بصياغة رسالة مفتوحة إلى رئيس الولايات المتحدة بايدن في مارس 2024 تدعو إلى استخدام الإجماع العلمي المستقل في المفاوضات بشأن معاهدة البلاستيك.

## أعضاء
يجب أن يكون لدى أعضاء التحالف سجل بحثي في مجال تلوث البلاستيك وأن يكونوا مستقلين عن أي تضارب في المصالح. في عام 2024، سيكون لديهم 300 عضو من 50 دولة. منسقو المجموعة هم تريسيا فاريلي، وبيثاني كارني ألمروث، وريتشارد تومسون.